# Teodoro di Beza
Teodoro di Beza (francese: Théodore de Bèze; Vézelay, 24 giugno 1519 – Ginevra, 13 ottobre 1605) è stato un teologo francese, successore a Ginevra di Giovanni Calvino come capo del movimento protestante di quella città.

## Biografia
Nato a Vézelay in Borgogna, da una famiglia di piccola nobiltà, la sua educazione formale è resa possibile dallo zio Nicholas, consigliere al Parlamento di Parigi. Nel 1534 si reca ad Orléans per studiare legge, dove si laurea nel 1539. Si reca poi a Parigi per praticare la giurisprudenza e per  seguire la sua passione per la letteratura classica. Nel 1548 pubblica una raccolta di poesie dal titolo Poemata Juvenilia che riflette il suo interesse nel classicismo e nell'umanesimo. Più tardi ne farà una riedizione purgata. Mentre è a Parigi resiste alle pressioni della sua famiglia a che diventi sacerdote, ma il suo coinvolgimento con Claudine Denoese, che aveva sposato segretamente, complica la situazione.
Dopo una grave malattia nel 1548 - una crisi sia fisica che spirituale - rinuncia al cattolicesimo e diventa protestante, si reca a Ginevra e là sposa pubblicamente Claude. A Losanna egli rende visita a Pierre Viret, che gli fa assumere la docenza di lingua greca nella locale accademia. Beza insegnerà e scriverà ampiamente nel decennio seguente. Prende posizione con Giovanni Calvino contro Bolsec sulla dottrina della predestinazione, e viene in difesa di Calvino dopo la morte di Michele Serveto nell'opera Haereticis a civili Magistratu Puniendus (Circa gli eretici, chi deve essere punito dal magistrato, 1554). Nel 1556 pubblica un'edizione annotata latina del Nuovo Testamento greco. Proseguirà poi, per tutta la sua vita, nei suoi interessi nei problemi testuali della Bibbia.

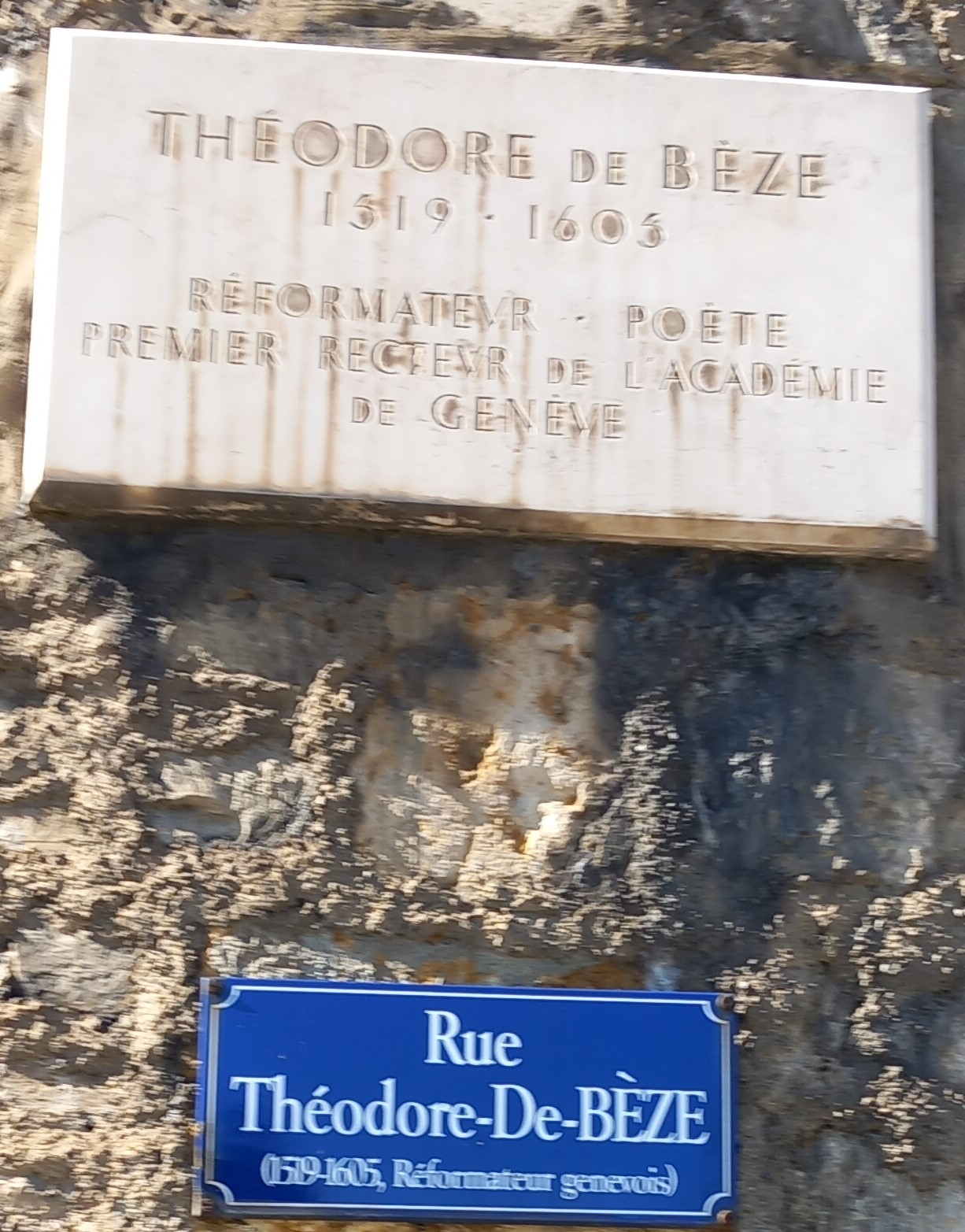
Via a lui intitolata a Ginevra

Nel 1557 rende visita con Guglielmo Farel ai Valdesi e ad altri gruppi protestanti, sperando di aiutarli a poter vivere in tutta sicurezza intercedendo presso il re di Francia attraverso i principi tedeschi.
Su invito di Giovanni Calvino, Beza si reca a Ginevra nel 1558 per occupare la cattedra di greco. Nel 1559 è nominato rettore ed insegnerà teologia nella Accademia di Ginevra. Precedentemente Calvino aveva suggerito a Beza che avrebbe potuto completare la traduzione di Marot dei Salmi in francese, e nel 1551, dopo aver tradotto circa cento Salmi, essa è pubblicata. In quello stesso anno Beza rappresenta i protestanti francesi al Colloquio di Poissy e più tardi sostiene e consiglia gli Ugonotti durante le guerre di religione in Francia.
Ritorna a Ginevra nel 1553 e, alla morte di Calvino (1564) Beza assume a Ginevra tutte le sue responsabilità. Beza è capo dell'Accademia e docente, moderatore della Compagnia dei Pastori, esercita una forte influenza sui magistrati di Ginevra ed è portavoce e difensore della posizione protestante riformata.
Per tutta la sua vita, Beza coltiva molti interessi. Nel 1565 pubblica un Nuovo Testamento greco, al quale aggiunge la traduzione Vulgata e la propria. Questo interesse al testo originale della Bibbia è ulteriormente promosso dall'uso che fa del Codice Beza e del Codice Claromontano. Continua a difendere la posizione riformata, com'è evidenziato dalla sua forte polemica contro Ochino, Sebastian Castellio, Morel, Ramus e gli zwingliani, Arminio ed altri.
Beza continua le sue attività nel movimento ugonotto come consigliere, e nel 1551 presiede al Sinodo Nazionale della Rochelle.
Dopo la strage di san Bartolomeo, nel 1572, pubblica De jure magistratuum che sostiene il diritto dei magistrati inferiori di ribellarsi contro il Governo. Nel 1580 pubblica una storia del movimento riformato in Francia, e nel 1582 ripubblica un'opera di critica testuale della Bibbia con la sua seconda edizione del Nuovo Testamento greco.
La sua critica biblica influenza la pubblicazione della versione autorizzata inglese della Bibbia del Re Giacomo del 1611. Le sue opere appaiono in francese, latino ed inglese, esercitando una vasta influenza sulla Riforma durante la seconda metà del sedicesimo secolo.
La sua forte difesa della dottrina della Doppia predestinazione, del letteralismo biblico, della disciplina ecclesiastica e di altre idee calviniste contribuiscono ad indurire questo movimento e ad iniziare il periodo dello Scolasticismo riformato.
Ebbe come allievo Ulisse Martinengo.

## Opere principali
- ?         : Poemata Varia , Poesie leggere ispirate a Ovidio e a Catullo scritte in gioventù e da lui stesso più tardi discreditate.
- 1550: Abraham sacrifiant, tragedia di argomento biblico.
- 1574: Du droit des Magistrats sur leurs sujets, scritto dove giustifica il diritto degli ugonotti a resistere alla tirannia.
- 1580: Histoire ecclésiastique des Églises Réformées de France dove espone il concetto biblico di legge.
- 1581: Chrestiennes Meditations, Meditazioni sui Salmi penitenziali scritti su salmi parafrasati.

### Edizioni della sua corrispondenza
- Correspondance. Tome 1 (1539-1555); éd. H. & F. Aubert et H. Meylan. Genève : Droz, 1960. (Travaux d'humanisme et Renaissance ; 40). 225 p.
- Correspondance. Tome 2 (1556-1558); éd. F. Aubert, H. Meylan et A. Dufour. Genève: Droz, 1962. (Travaux d'humanisme et Renaissance; 49). 284 p.
- Correspondance. Tome 3 (1559-1561); éd. H. Meylan et A. Dufour. Genève: Droz, 1963. (Travaux d'humanisme et Renaissance; 61). 304 p.
- Correspondance. Tome 4 (1562-1563); éd. H. Meylan, A. Dufour et A. Tripet. Genève: Droz, 1965. (Travaux d'humanisme et Renaissance; 74). 320 p.
- Correspondance.  Tome 5 (1564); éd. H. Meylan, A. Dufour et A. de Henseller. Genève: Droz, 1968. (Travaux d'humanisme et Renaissance; 96). 200 p.
- Correspondance.  Tome 6 (1565); éd. H. Meylan, A. Dufour et A. de Henseller. Genève: Droz, 1970. (Travaux d'humanisme et Renaissance; 113). 334 p.
- Correspondance.  Tome 7 (1566); éd. H. Meylan, A. Dufour, C. Chimelli et M. Turchetti. Genève: Droz, 1973. (Travaux d'humanisme et Renaissance; 136). 388 p.
- Correspondance.  Tome 8 (1567); éd. H. Meylan, A. Dufour et C. Chimelli. Genève: Droz, 1976. (Travaux d'humanisme et Renaissance; 146). 320 p.
- Correspondance.  Tome 9 (1568); éd. H. Meylan, A. Dufour, C. Chimelli et Béatrice Nicollier. Genève: Droz, 1978. (Travaux d'humanisme et Renaissance; 164). 276 p.
- Correspondance.  Tome 10 (1569); éd. A. Dufour, C. Chimelli et Béatrice Nicollier. Genève: Droz, 1981. (Travaux d'humanisme et Renaissance; 181). 324 p.
- Correspondance.  Tome 11 (1570); éd. A. Dufour, C. Chimelli et Béatrice Nicollier. Genève: Droz, 1983. (Travaux d'humanisme et Renaissance; 195). 376 p.
- Correspondance.  Tome 12 (1571); éd. A. Dufour, Béatrice Nicollier et M. Turchetti. Genève: Droz, 1986. (Travaux d'humanisme et Renaissance; 212). 304 p.
- Correspondance.  Tome 13 (1572); éd. A. Dufour et Béatrice Nicollier. Genève: Droz, 1988. (Travaux d'humanisme et Renaissance; 229). 312 p.
- Correspondance.  Tome 14 (1573); éd. A. Dufour et Béatrice Nicollier. Genève: Droz, 1990. (Travaux d'humanisme et Renaissance; 242). xxvi-356 p.
- Correspondance.  Tome 15 (1574); éd. A. Dufour et Béatrice Nicollier. Genève: Droz, 1991. (Travaux d'humanisme et Renaissance; 254). 288 p.
- Correspondance.  Tome 16 (1575); éd. A. Dufour, Béatrice Nicollier et R. Bodenmann. Genève: Droz, 1993. (Travaux d'humanisme et Renaissance; 273). 332 p.
- Correspondance.  Tome 17 (1576); éd. A. Dufour, Béatrice Nicollier et R. Bodenmann. Genève: Droz, 1994. (Travaux d'humanisme et Renaissance; 286). xx-304 p. ISBN 2-600-00025-9.
- Correspondance.  Tome 18 (1577); éd. A. Dufour, Béatrice Nicollier et R. Bodenmann. Genève: Droz, 1995. (Travaux d'humanisme et Renaissance; 292). xx-276 p. ISBN 2-600-00083-6.
- Correspondance.  Tome 19 (1578); éd. A. Dufour, Béatrice Nicollier et R. Bodenmann. Genève: Droz, 1996. (Travaux d'humanisme et Renaissance; 304). xxiv-280 p. ISBN 2-600-00162-X.
- Correspondance.  Tome 20 (1579); éd. A. Dufour, Béatrice Nicollier et R. Bodenmann. Genève: Droz, 1998. (Travaux d'humanisme et Renaissance; 318). xxii-346 p. ISBN 2-600-00249-9.
- Correspondance.  Tome 21 (1580); éd. A. Dufour, Béatrice Nicollier, H. Genton et R. Bodenmann. Genève: Droz, 1999. (Travaux d'humanisme et Renaissance; 327). xxx-338 p. ISBN 2-600-00321-5.
- Correspondance.  Tome 22 (1581); éd. H. Aubert, A. Dufour, Béatrice Nicollier et H. Genton. Genève: Droz, 2000. (Travaux d'humanisme et Renaissance; 334). xxxiv-282 p. ISBN 2-600-00401-7.
- Correspondance.  Tome 23 (1582); éd. H. Aubert, A. Dufour, Béatrice Nicollier et H. Genton. Genève: Droz, 2001. (Travaux d'humanisme et Renaissance; 346). xxx-302 p. ISBN 2-600-00487-4.